# Gonopanope areolata
Gonopanope areolata är en kräftdjursart som först beskrevs av M. J. Rathbun 1898.  Gonopanope areolata ingår i släktet Gonopanope och familjen Xanthidae. Inga underarter finns listade i Catalogue of Life.